# HD222001
HD222001 — хімічно пекулярна зоря спектрального класу
A й має видиму зоряну величину в смузі V приблизно  9,7.